# プラッハ・イム・イーザルタール

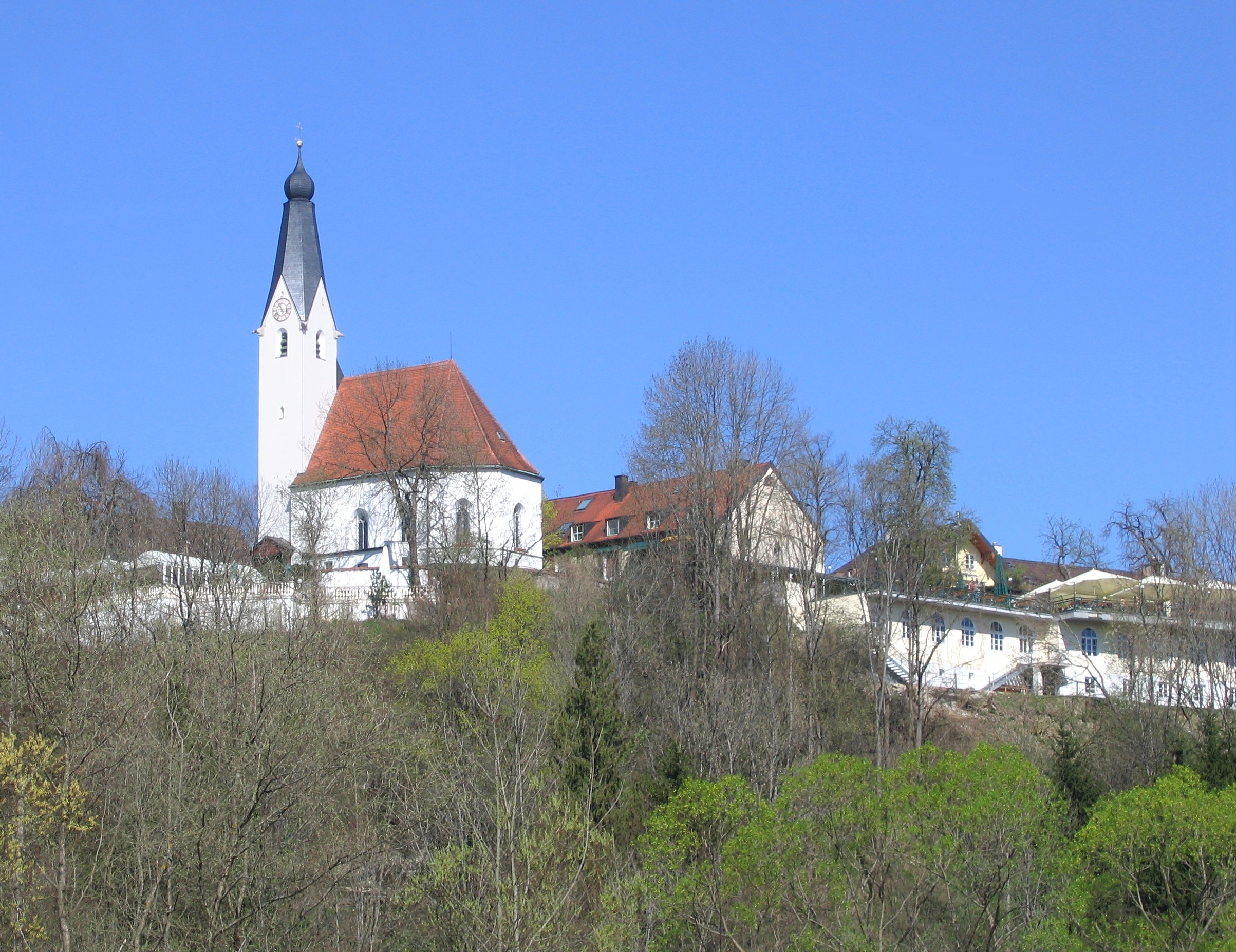
イーザル川東岸から望むプラッハ

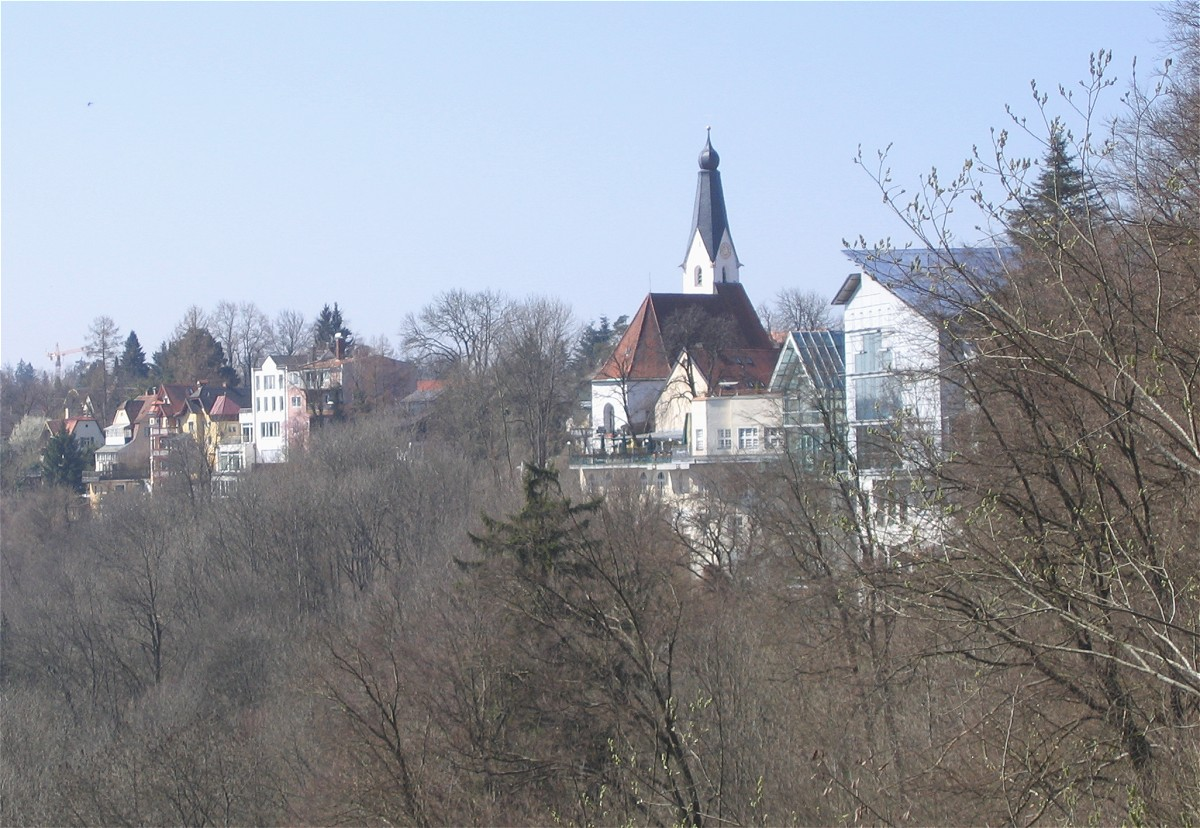
イーザル川崖岸のプラッハ

プラッハ・イム・イーザルタール（ドイツ語: Pullach im Isartal, 公式表記：Pullach i.Isartal）は、ドイツ、バイエルン州オーバーバイエルン行政管区ミュンヒェン郡に属する基礎自治体である。直訳すると「イーザール渓谷のプラッハ」。以下「プラッハ」と表記する。自治体の東部はイーザル川が境界をなし、プラッハはイーザル川左岸に位置する。連邦情報局 (BND) の本部所在地として特に知られている。

## 地理

### 地理的な位置
プラッハはミュンヒェン南方のイーザル川の西岸に位置している。

### 地質
プラッハは、複数の氷期を経て形成されたミュンヒェン砂礫平原にある。イーザル川はこれ以降、40mから50mの深さに達し、崖岸を形成している。崖岸のふもとでは地下水脈が分断され、そのため多数の泉が湧き出ている。

### 近隣都市
隣接自治体はイーザル川対岸のグリューンヴァルトと、南部のバイアーブルンである。北部ではミュンヒェンと境界を接し、地区名ではゾルン地区、タールキルヒェン地区である。西部にはいずれの自治体にも属さない森林地帯、フォルステンリーダー・パルクがある。

### 自治体の構成
プラッハは5つの地区に分かれている。ガルテンシュタット (Gartenstadt)、グロースヘッセローエ (Großhesselohe)、イーザルバート (Isarbad)、ヘルリーゲルスクロイト (Höllriegelskreuth)、プラッハ (Pullach) である。

#### ガルテンシュタット (Gartenstadt)
ガルテンシュタットは鉄道線の西側のプラッハ地区とヘルリーゲルスクロイト地区の間に1920年代に建設された
ガルテンシュタットでは瀟洒な列状住宅や一戸建て住宅が立ち並んでいる。通りの名称はこの種の新興住宅地によくある名称がつけられている。例えばカエデ並木通り (Ahornallee)、モミノキ通り (Tannenstraße)、入植者道 (Siedlerweg) などである。古くからの家屋はほとんど残っておらず、唯一ヨーゼフ・ヘプナー通り11番地 (Josef-Heppner-Str. 11) に現存している（プラッハの建築記念物一覧）。

#### グロースヘッセローエ (Großhesselohe)

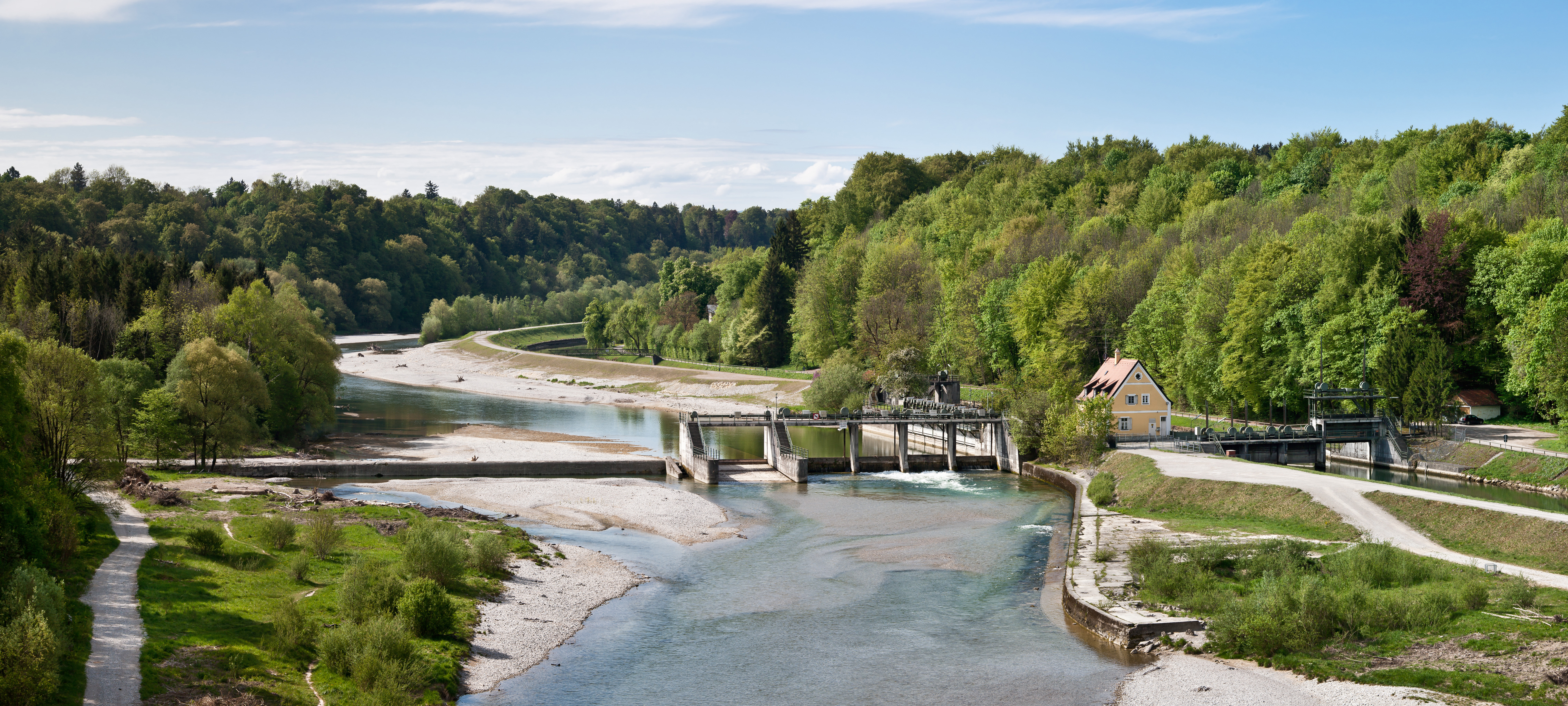
森林の下方にあるグロースヘッセローエ堰

グロースヘッセローエはプラッハの北部、ミュンヒェン＝ゾルンとイーザル川の間に位置する。
南東のイーザル川崖岸には、オクトーバーフェストにテントを持ち、有名なゼップ・クレーツによるヴァルトヴィルトシャフト（森のレストラン）がある。既に776年にはこの地には農場があり、ヘッセローエ御料牧場 (Schweige Hesselohe) と称したという記録が残っている。1301年にはミュンヒェンの聖霊病院が取得し、1330年以降は都市ミュンヒェンが管理している。この地で醸造されたビールや牧歌的な光景は多くのミュンヒェン市民を惹きつけた。1779年には、選帝侯カール・テオドールは、歳の市の開催さえ許可した。この飲食店の形成する遊園地が提供したのは「コーヒー、ワインを少々、ビール、パン、たくさんのタバコ、ダンス、ミンネシュピール (Minnespiel)。しかしミンネシュピールについては飲食店近くの小さな森の方かはるかに好都合である」とクリスティアン・ミュラー (Christian Müller) は1816年に報告している。「グロースヘッセローエ」と改称されたのは19世紀初頭のことである。1792年に英国庭園にできたダンス・娯楽会場「クライネス・ヘッセローエ (Kleines Hesselohe)」と区別するためである。最終的にこの名前は新興の周辺地区に冠せられることとなった。
地区西部にはゾルンとヴォルフラーツハウゼンを結ぶミュンヒェンSバーンの路線が通っている。駅はグロースヘッセローエ・イーザルタール駅が設置されている。またイーザルタール線の休止区間であるタールキルヒェン - グロースヘッセローエの区間もこの地区内に位置する。
グロースヘッセローエ北部には1981年5月31日廃止された旧王立バイエルン国有鉄道バイエルン・マクシミリアン線の国有鉄道駅の残骸が残っている。ミュンヒェン-ホルツキルヒェン線の向こう側、グロースヘッセローエ北端のイーザル川河畔に「アドルフ＝ヴェンツ住宅地 (Adolf-Wenz-Siedlung)」がある。これは以前あった粘土工場に因んで名づけられたもので、ここで製造されたレンガは初の鉄道橋やミュンヒェンの歩道にも使用された。他の地区からこの住宅地へ車で行くには、一旦ミュンヒェンのタールキルヒェン地区を経由するか、急峻な私道を通る必要がある。

#### ヘルリーゲルスクロイト (Höllriegelskreuth)
フランツ・ヘルリーゲルに因んで名づけられたヘルリーゲルスクロイト地区には、プラッハの商工業企業の大部分が拠点を構えている。地区には近年、かつての「プラッハ卸売市場」の敷地内に2つの大規模スーパーが建設された。Sバーンの線路の東側には近年、「Garden Offices」が建設され、Sixt AGの新本社が置かれている。

#### イーザルバート (Isarbad)
この地区にはわずか数軒の家屋、イーザル運河の崖岸に面した旧保養施設、イーザル発電所、いくつかの小さな建物があるのみである。そのため人々から一個の地区ではないと思われることもしばしばである。

#### プラッハ (Pullach)
プラッハ地区は、自治体の中核をなしている。教会広場にはプラッハ公民館 (Pullacher Bürgerhaus)、旧聖霊教会、カフェやレストランがある。イーザル川の崖岸にはユースホステルであるシュヴァーネック城が見え、連邦情報局の敷地がSバーンの線路の東にイーザル川まで延び、中央のハイルマン通り (Heilmannstraße) で二分されている。ヴォルフラーツハウゼン通り (Wolfratshauser Straße) にはルーペルト＝マイアー神父教育センター (Pater-Rupert-Mayer-Schulzentrum)、オトフリート＝プロイスラー＝ギムナジウム・プラッハ (Otfried-Preußler-Gymnasium Pullach) があり、水泳場がＳバーン近くのハンス＝カイス通り (Hans-Keis-Straße) にある。プラッハ消防団の本部は、カーガーバウアー通り (Kagerbauerstraße) の改装・増築された消防署内にある。

## 歴史
ヘルリーゲルスクロイト地区のイーザル川崖岸に近くには墳丘墓が複数あり、ケルト人が定住していたことを示している。ザルツブルクからアウクスブルクへ至るローマ街道は、プラッハ南部で、深く切り立ったイーザル渓谷を渡った。
歴史上はじめて記録が残るのは、776年にタシロ3世公がヘジンローエ (Hesinlohe) 領地をシェフトラルン修道院に寄進したものである。プラッハの教会は806年（他の資料では804年）に設立され、1060年のアルヌルフ公の財産目録に記載されている。
プラッハ地区とグロースヘッセローエ地区の歴史は、1808年のバイエルンの世俗化まで、ほとんど別個のものであった。

### グロースヘッセローエの歴史
最初にこの場所が言及されたのは、新設のテーゲルンゼー修道院の領有を承認する旨の文書である。グロースヘッセローエは、後にシェフトラルン修道院からバイアーブルンの領主の手に渡った。1900年まで、分割されることはなかった。1301年にはミュンヒェンの聖霊病院に売却された。御料牧場は入院患者に食物を供給するために使用された。御料牧場で働く者のために礼拝堂が建立され、1698年に新しい建物（後の内装の一部はJ. B. ツィンマーマンの工房によるものとみられている）に置き換えられた。グロースヘッセローエ農場は世俗化の後、私有地となった。モンジュラ伯爵の所有となったこともある。伯爵は今に残る新古典主義の宮殿を建てさせている。後の時代には、自治体プラッハと都市ミュンヒェンの間に、三位一体礼拝堂の整備義務と資産をめぐり争いが起こった。
エドゥアルト・ヴェルナー (Woellner) 1世とその息子であるエドゥアルト2世とフリッツ・ヴェルナーは、モンジュラ小宮殿、醸造所、ビールセラー、ヴァルトヴィルトシャフト、後のホテル・ビットマン (Hotel Bittman) といった全ての土地付属施設を手に入れ、この時代には当時、全ての木が伐採されていたこの地は再び植樹された。
1925年にエドゥアルト2世とフリッツ・ヴェルナーの兄弟は、ヴェルナー土地管理・グロースヘッセローエ邸宅団地 (Woellnersche Grundstücksverwaltung Villenkolonie Großhesselohe) を設立した。その後、辞書は分筆された。大農場は、北は国有鉄道の駅からシュヴァーネック城まで、イーザル川崖岸からイーザルタール鉄道まで、一部はそれ以上先にまで広がっていたが、全敷地は次第に開発され、分筆された。ヴェルナー小山 (Woellner-Bergerl)、駅前広場、イーザル川崖岸の大規模な馬場といった数々の地所は、余暇地区、緑地に指定された。1925年にフリッツ・ヴェルナーは所有地から2万4,000 m²を、自身が設立したグロースヘッセローエ・テニスクラブに提供した。フリッツ・ヴェルナーは英国のカントリークラブ様式でクラブハウスを建てさせ、更衣室の建物を建設した。ヴェルナーは後にテニスクラブから、名誉会長に任命された。
1930年にヴァルトヴィルトシャフトは、シュパーテン醸造所に売却された。1938年、化学工場所有者、エドゥアルト・ヴェルナー1世はグロースヘッセローエで死去した。息子であるエドゥアルト2世とフリッツは、既に誕生した、またこれから誕生する子孫のために地所を先位相続人として相続した。
1939年、ハイルマン通り (Heilmannstraße) に沿った約70ヘクタールの地所はマルティン・ボルマンの圧力によって名目的な価格で売却され、こうして開発に終止符が打たれた。
強制的に譲渡させられて間もなく、住宅地が建設され、当時、ボルマン住宅地 (Bormann-Siedlung) と呼ばれた。第二次世界大戦後も地所は返還されず、ゲーレン機関、後に連邦情報局が使用している。
戦争の初年（1939年）の内に、醸造セラー、厩舎といった農場の建物、また周辺の土地がナチ党から要求され、フリッツ・ヴェルナー一家は、生まれたばかりの息子フリッツ・フェリックス、ヨゼフィーネ・ヴェルナー・ファン・バールレ (van Baerle) とエドゥアルト1世の未亡人とともにホテル・ビットマンへ引っ越さざるを得なかった。その後まもなく、一家は地所を製茶企業グラディンガー (Gradinger) に売却した。支払いは猶予され、期日は戦後の通貨改革後にあたる。今日でも、ヘルメス製薬が本部として地所を使用している。
土地の売却代金と土地の寄贈から、カトリックの聖三位一体基金が設立されたが、自らの教会が建立されたのは1952年になったからであった。ただしヴェルナー家の信仰は福音派であった。戦後、グロースヘッセローエの地所は、先位相続人と3人の遺言執行者によって、さらに売却された。自治体プラッハはフリッツ・ヴェルナーに名誉市民の称号を与え、駅前広場はヴェルナー広場と命名された。
1986年、フリッツ・フェリックス・ヴェルナーは、テニスクラブ・グロースヘッセローエに残る最後の大規模な地所を売却した。所有地には分筆の際に残った土地がいくつか残るのみであり、自治体から緑地として使用されている。

### プラッハの歴史
プラッハは農村の性格が色濃い自治体であった。教会の最初の確実な言及は1315年にコンラート目録にタールキルヒェン（ミュンヒェン）の支部教会として見られる。15世紀末、今日の旧教会が建設された時、この地の住民はわずか250人であった。この地は裕福ではなかったことは、教会建設に際しミュンヒェンの上流市民から支援を受けたことからももうかがえる。
プラッハの人口は19世紀半ばまで、200人ほどであった。人口が急速に増加したのは産業革命の後になってからである。

### 19世紀半ば以降の歴史
1854年にバイエルン・マクシミリアン鉄道、1891年にはイーザルタール鉄道が建設されると、プラッハはミュンヒェン市民の行楽地となった。国有鉄道の駅は大量の乗客に対応するため、ホームは6線あった。ミュンヒェン市民は、イーザル崖岸に沿って群れを成して訪れたのは、各5,000人を収容する大ビアガーデン、グロースヘッセローエのヴァルトヴィルトシャフト、地区中心部のカラス亭 (Rabenwirt)、またビュルガーブロイであった。
プラッハはこの他にもミュンヒェン南部の芸術家コロニーとして開発された。この時代に建てられたイーザル川崖岸のヴィラの多くは今に残り、またルートヴィヒ・シュヴァーンターラーが建設したシュヴァーネック城は今日、大部分がユースホステルとして利用されている。
1892年にはプラッハのイーザル川近くに保養施設ができたが、わずか1904年までの営業であった。
1894年以降、ヘルリーゲルスクロイト地区には水力・火力発電所が建設され、1901年に別の水力発電所がプラッハに建設された。これらの発電所によってプラッハの工業化の基礎が築かれた。企業としてはリンデ製氷機（Lindes Eismaschinen, 今日のLinde AG）、ミュンヒェン電気化学工場（Elektrochemische Werke München, 今日の United-Initiators）である。
国民社会主義の時代には、プラッハにルドルフ・ヘス帝国住宅地が整備され、ナチ党の幹部が居住した。また総統大本営も建設され、今日はBNDの敷地となっている。
ミュンヒェン周辺で初の自治体として、プラッハでは2005年に地熱エネルギーによる地域暖房が稼働した。マルム世の地層にボーリングし、107℃の熱水を得て、暖房供給に利用している。
2006年7月の終わりには、自治体の1,200周年を祝う大祝典週間が催された。

## 政治

### 市長
初の女性市長となったのはズザンナ・タウゼントフロイント (GRÜNE) である。2014年にユルゲン・ヴェステンタンナー (Jürgen Westenthanner, CSU) の跡を継いだ。第二市長はコルネリア・ツェヒマイスター (Cornelia Zechmeister, WIP)、第三市長はアレクサンダー・ベッツ博士 (Dr. Alexander Betz, FDP) である。

### 自治体議会
プラッハ・イム・イーザルタールの自治体議会は全21議席（第一市長を含む）であり、2014年バイエルン州地方自治体選挙に基づき、議席は以下のように配分されている。
- CSU 5議席
- SPD 3議席
- GRÜNE 4議席
- FDP 3議席
- WIP 5議席

### 紋章
プラッハは1956年以降の独自の紋章を持つ。3つの部分からなっている。
- 青の背景に銀色の根を持つブナの木は地名の由来を表す。
- 1160年に言及されたプラッハの一族がバイアーブルン（ドイツ語版）の領主の古貴族に遡る。銀の棒を3つ持つ黒の盾はバイアーブルン家の紋章である。
- 銀の波線はイーザル川を象徴する。

紋章の白と青の色は、この地が連綿とバイエルン公国に所属していたことを示す。

### 姉妹都市
姉妹都市は以下である。
- ポーイヤック（フランス）1964年
- バリシフカ（ドイツ語版）地区とベレザーニ（ウクライナ）1990年

生徒、スポーツ選手、高齢者の交流や毎年開催されるドイツ・フランス友好祭といった数々の活動がプラッハとポーイヤックを結び付けている。バリシフカとベレザーニとも定期的な交流が行われ、またウクライナの経済状況のために人道支援もまた大きな役割を果たしている。

## 文化・見所

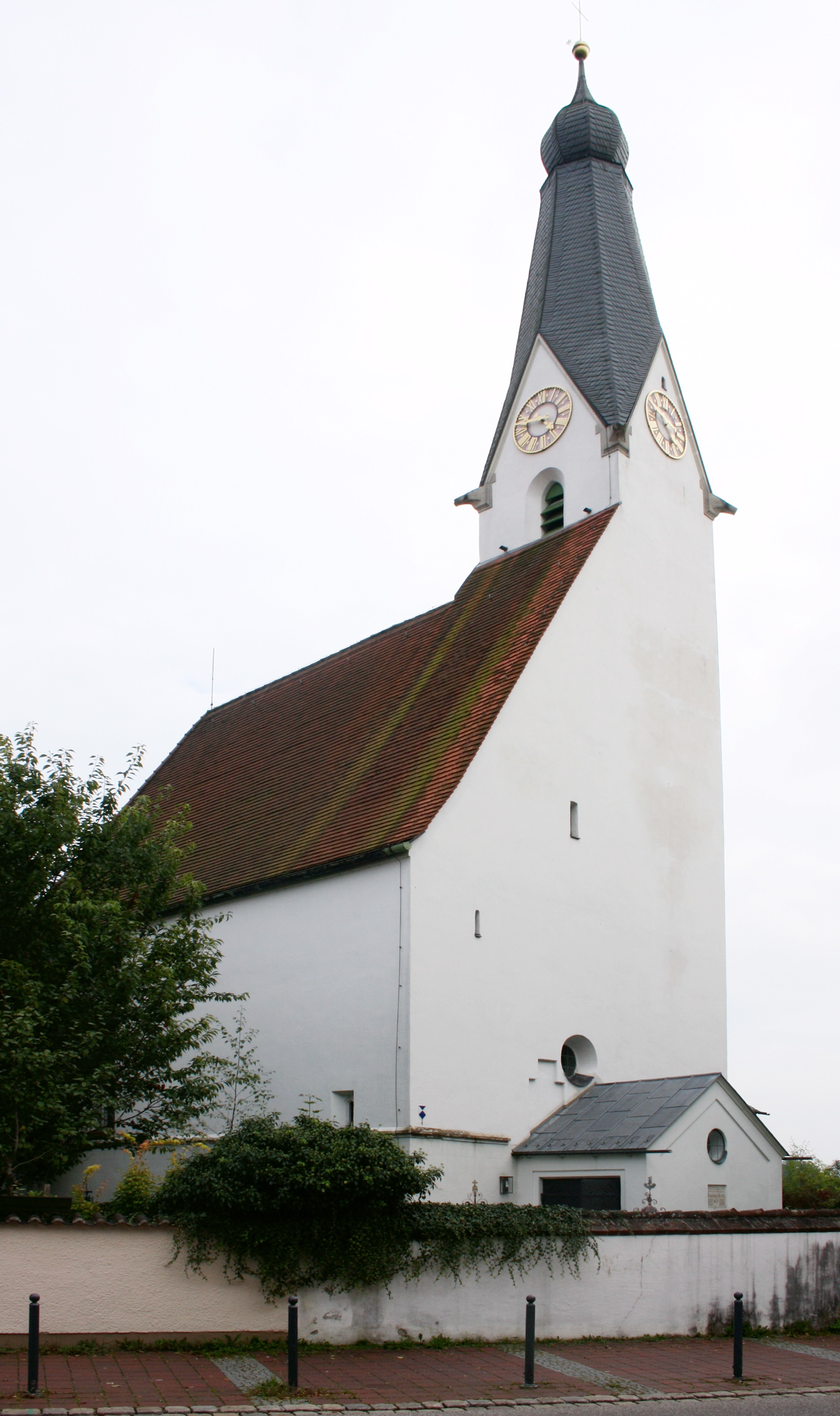
聖霊教会 (Hl.-Geist-Kirche)

### 建築物
- ヘルリーゲルスクロイト地区内のイーザル川崖岸にあるハルシュタット文化時代の墳丘墓
- プラッハの南端でイーザル川への切通として残るザルツブルク-アウクスブルク間のローマ街道の一部
- 旧聖霊教会 (Alte Hl. Geist Kirche)、1480年から1490年頃に後期ゴシック様式で教会広場に建立
- 1698年建立の三位一体礼拝堂 (Dreifaltigkeitskapelle)。グロースヘッセローエ地区のヴァルトヴィルトシャフトヴァルトヴィルトシャフト（ドイツ語版）に隣接し、特別な機会のみに公開
- シュヴァーネック城（ドイツ語版）、今日はユースホステル。美しい騎士の間（ドイツ語版）や他の歴史的な部屋は、公式行事のみ入場可能。
- グロースヘッセローエ地区にある1891年の開業のイーザルタール鉄道（ドイツ語版）の旧駅
- 1925年創設の元イエズス会学院「ベルクマンスコレーク (Berchmanskolleg)（ドイツ語版）」、非公開
- グロースヘッセローエ橋（ドイツ語版）、世界で最も高い鉄道橋、1985年に新設

### 公園
フォルステンリーダー・パルクには大規模な猟獣生息区域が設けられ、自転車、インラインスケーター、散歩の行き先として人気がある。
公園はイノシシの住処となっているため、大部分が柵で囲まれている。

### 自然
プラッハはイーザル川の崖岸に位置している。イーザル川はミュンヒェン砂礫平地を深さ約40mから50mえぐった地点を流れている。崖岸の上にはこれに沿って遊歩道、自転車道路が整備され、グロースヘッセローエ橋からプラッハ南端のブーヘンハインとの境界に至る。この道からはイーザル渓谷の素晴らしい眺望が堪能でき、天気の良い時は、シュヴァーネック城.近くの展望台からツークシュピッツェやカルヴェンデルを望むことができる。
イーザル峡谷の下部では、イーザル川が地下水の帯水層を切断しているため、たくさんの泉が湧き出ている。これらの泉は以前はプラッハの飲用水に用いられ、4.5 kmの水道管によりフュルステンリート城に飲用水を供給していた。
今日では、様々な生物が息づく水辺のビオトープに水を供給している。

### その他
イーザル渓谷では夏季に筏で航行できる。プラッハ水力発電所には筏用の通路が設けられ、高低差は11 mに達する。訪問は夏の週末、午後2時から5時が最良である。

### 観光名所
グロースヘッセローエ地区には全国的に有名なヴァルトヴィルトシャフト、またジャズビアガーデンがあり、対岸からビアガーデンへはグロースヘッセローエ橋の歩行者用・自転車用通路を通り快適にアクセス可能である。

## 経済と社会資本
プラッハには様々な産業やサービス企業が立地し、人口一人当たりの税収はミュンヒェン郡ではグリューンヴァルトとウンターフェーリングに次いで第3位となっている（2007年時点）。企業は、特に金融サービス部門が多い。
ヘルリーゲルスクロイトの産業地区には、以下の企業が拠点を置いている。
- Linde AGのガス部門（旧産業ガス）とエンジニアリング（旧プロセス工学）
- United Initiators GmbH & Co. KG（旧Degussa（ドイツ語版） Initiators）は過酸化物を製造
- レンタカーのSixt AG（ドイツ語版）
- バング&オルフセン、ドイツ語圏の販売
- cash.life AG（ドイツ語版）金融サービス
- シェラー（ドイツ語版）・ホールディング

プラッハに本社を置く他の主要企業：
- DJE Kapital AG（ドイツ語版）の資産管理部
- ヘルメス製薬（ドイツ語版） GmbH
- ハノーファー・リーシング（ドイツ語版）
- LHI Leasing

### 交通
プラッハはミュンヒェンから南方のヴォルフラーツハウゼンへ延びる道路沿いに位置している。旧ヴォルフラーツハウゼン通り (Alte Wolfratshauser Straße) は今日では地区の道路の一つにすぎず、1957年に策定されたB 11はプラッハを西部で迂回している。
プラッハは州道2872号線と深く切り立ったイーザル渓谷を渡るグリューンヴァルト・イーザル橋によってグリューンヴァルトと結ばれている。
グロースヘッセローエ橋の下部にある歩行者・自転車道は、ミュンヒェン＝ハルラヒング（メンターシュヴァイゲ）に通じている。
プラッハにはミュンヒェンSバーンのグロースヘッセローエ・イーザルタール駅、プラッハ駅、ヘルリーゲルスクロイト駅がある。イーザルタール線 (S7) は、ミュンヒェン中央駅からヴォルフラーツハウゼン駅に至る路線であり、以前はビッヒル駅にまで延びていた。
最寄りの高速道路ジャンクションは、ガルミッシュに至るフォルステンリートとシェフトラルン、またミュンヒェン-ザルツブルク間のA 8との連絡道路であるA 995沿いのオーバーハヒングである。

### 公共施設
連邦情報局 (BND) の本部はハイルマン通り (Heilmannstraße) に置かれている。
連邦情報局の本部は今後数年間で徐々にベルリンに移転する予定である。しかし、プラッハには技術部門の大部分が残る見通しである。
自治体プラッハ・イーザルタールは移転後の敷地に対する計画権限を有しているが、土壌の汚染・廃棄物などの情報も、現状の建物の利用法も現在のところ明らかではない。
BNDは以前プラッハでは、秘匿名称として公式には「連邦資産管理局特別資産部プラッハ支所 (Bundesvermögensverwaltung, Abteilung Sondervermögen, Außenstelle Pullach)」と呼ばれていた。
BNDの前身はゲーレン機関であり、1947年に帝国住宅地ルドルフ・ヘス (Reichssiedlung Rudolf-Heß) と総統大本営「ジークフリート」の旧敷地内に拠点を置いた。帝国住宅地は、ナチ党エリートのための住居として1936年から1938年にかけて設立された。しかし帝国住宅地の設立以前に、マルティン・ボルマンは党の資金で今日のハイルマン通りの西側の土地を購入していた。この地所に建築家ローデリヒ・フィックは中心となる指導部建築として1家族向け、2家族向け住宅を簡素な寄棟屋根様式で建設した。指導部の建築物は威厳あるヴィラとして整備され、またボルマン家の宿泊施設となった。ハイルマン通り東側の土地には1943年から1944年にかけて、全16か所の総統大本営の一つとして「ジークフリート」がトート機関によって建設された。総統大本営は中央地下壕、近接防衛塔、管理棟、兵員棟からなり、イーザルタール線とは特別の引き込み線で接続していた。
帝国住宅地の建物のいくつかは、ハイルマン通りからBNDの壁越し見ることができる。しかしBNDの敷地は一般人は立ち入り禁止で、BND管理区域の写真撮影は禁止されている。

### 当地で活躍した人物
- ジーモン・ヴァルンベルガー（ドイツ語版） (1769–1847)、風景画家
- フランツ・ヘルリーゲル（ドイツ語版） (1794–1858)、石工のマイスター及びヘルリーゲルスクロイトの創始者
- ルートヴィヒ・シュヴァーンターラー（ドイツ語版） (1802–1848)、彫刻家
- オットー・プフュールフ（ドイツ語版） (1856–1946)、著名なイエズス会神父、著述家、プラッハ・ベルクマンスコレーク (Berchmanskolleg)（ドイツ語版）の霊的指導司祭1932–1946、当地に埋葬。
- ヨハネス・ラーベンエック（ドイツ語版） (1874–1960)、イエズス会士、プラッハ・ベルクマンコレークの教義学者
- ゲルハルト・ヴェッセル (1913–2002)、連邦情報局長官
- ミヒャエル・ミッターマイアー（ドイツ語版） (* 1966)、コメディアン

## 参考資料
1. ↑  https://www.statistikdaten.bayern.de/genesis/online?operation=result&code=12411-003r&leerzeilen=false&language=de Genesis-Online-Datenbank des Bayerischen Landesamtes für Statistik Tabelle 12411-003r Fortschreibung des Bevölkerungsstandes: Gemeinden, Stichtag (Einwohnerzahlen auf Grundlage des Zensus 2011)
2. ↑  Ergebnis der Gemeinderatswahl auf www.pullach.de
3. ↑  Gemeindepartnerschaften